# Nearer My God to Thee (film)
Nearer My God to Thee er en britisk stumfilm fra 1917 af Cecil M. Hepworth.

## Medvirkende
- Henry Edwards som John Drayton
- Alma Taylor som Joan
- A.V. Bramble som Jim Boden
- Teddy Taylor som Alec
- Beryl Rhodes